# ロルナの祈り
『ロルナの祈り』（Le silence de Lorna）は、2008年のベルギー映画。ジャン＝ピエール&リュック・ダルデンヌ監督作品
第61回カンヌ国際映画祭脚本賞受賞。

## ストーリー
アルバニアからベルギーにやってきたロルナは、国籍を取得するために闇ブローカーファビオの手引きでクローディという麻薬中毒者の男と偽装結婚する。

## キャスト
- ロルナ：アルタ・ドブロシ
- クローディ：ジェレミー・レニエ
- ファビオ：ファブリツィオ・ロンジョーネ
- ソコル：アウバン・ウカイ
- スピルー：モルガン・マリンヌ
- 捜査官：オリヴィエ・グルメ